# Eduard Prugovečki
Eduard Prugovečki (ur. 19 marca 1937 w Krajowie, zm. 13 października 2003 w Chapali) – kanadyjski fizyk, matematyk i pisarz pochodzenia chorwacko-rumuńskiego. Wykładowca na Uniwersytecie Toronto. 

## Życiorys
Urodził się w 1937; jego matka Helena Piątkowski była Rumunką polskiego pochodzenia, ojciec Slavoljub był Chorwatem. Miał obywatelstwo jugosłowiańskie. Dzieciństwo spędził w Bukareszcie, tam ukończył szkołę podstawową i pierwsze klasy gimnazjum. W 1951 rodzina opuściła Rumunię i osiedliła się w Zagrzebiu. Prugovečki studiował na Uniwersytecie w Zagrzebiu, dyplom otrzymał w 1959. Do 1961 pracował w Wydziale Fizyki Teoretycznej Instytutu "Ruđer Bošković" w Zagrzebiu. W 1961 otrzymał stypendium na wyjazd zagraniczny do Stanów Zjednoczonych. Pod kierunkiem Arthura Wightmana napisał na Princeton University pracę doktorską, którą obronił w 1964. Od 1965 w Kanadzie na dwuletnim stażu podoktorskim w Instytucie Fizyki Teoretycznej w Edmonton. Przez rok był wykładowcą na University of Alberta. Od 1967 do 1997 wykładał na University of Toronto. W roku 1974 gościnnie wykładał w Centre national de la recherche scientifique. Od 1997 profesor emeritus, mieszkał w Meksyku. 
Praca naukowa Prugovečkiego dotyczyła przede wszystkim matematycznych podstaw unifikacji ogólnej teorii względności i mechaniki kwantowej. W jego dorobku znajdują się liczne prace na temat mechaniki kwantowej, w tym cztery monografie. Jego liczba Erdősa wynosi 4.
Interesował się również społecznymi zadaniami nauk ścisłych. W 2001 opublikował futurystyczną powieść Memoirs of the Future (Cross Cultural Publications, Notre Dame, 2001), a rok później drugą – Dawn of the New Man (Xlibris, Philadelphia, 2002).

## Wybrane prace
Monografie
- Quantum Mechanics in Hilbert Space, Academic Press 1971, ISBN 0-12-566050-2
- Stochastic Quantum Mechanics and Quantum Spacetime, Kluwer 1984, ISBN 90-277-1617-X
- Quantum Geometry, Kluwer 1992
- Principles of Quantum General Relativity, World Scientific 1995, ISBN 981-02-2138-X